# Apocrina

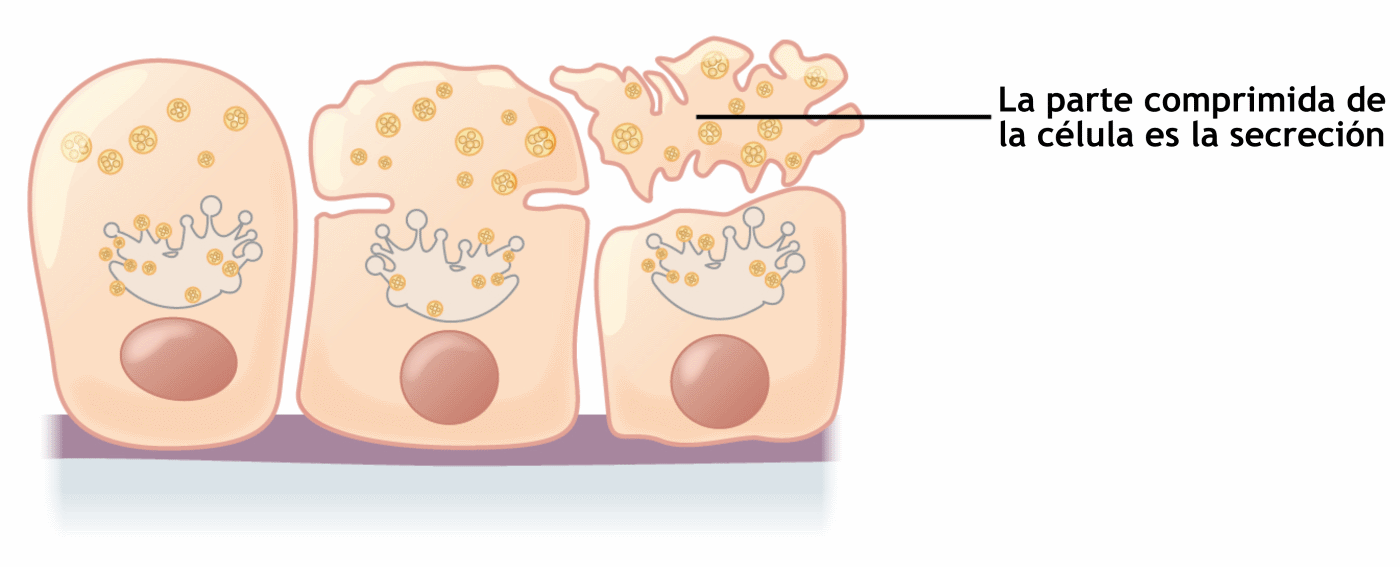
Secreción en una glándula apocrina

La apocrina es un tipo de glándula que se encuentra en la piel, la mama, el párpado y el oído. La glándulas apocrinas de las mamas segregan gotas minúsculas de grasa en la leche materna y las de los oídos ayudan en la formación de la cera. Las glándulas apocrinas de la piel y los párpados son glándulas sudoríficas. La mayoría de las glándulas apocrinas de la piel están en las axilas, las ingles y el área alrededor de los pezones. Las glándulas apocrinas de la piel liberan esencias y, por lo general, sus secreciones tienen olor. Otro tipo de glándula (la glándula ecrina o glándula sudorípara simple) produce la mayor parte del sudor.